# Patricia Vico González
Patricia Vico González (Madrid; 27 d'agost de 1972) és una actriu espanyola.

## Trajectòria
Abandona la carrera de Publicitat per a dedicar-se al món de la interpretació. Així, comença els seus estudis d'interpretació en la famosa escola de Cristina Rota. La seva carrera professional comença en 1992 de la mà de Jesús Hermida en l'espai d'Antena 3, La noche de Hermida.
Després de participar en diverses pel·lícules i sèries amb petits papers, es convertiria en un rostre habitual de la pantalla petita arran de convertir-se en una de les protagonistes fixes de la sèrie La casa de los líos,en la qual va treballar durant més de tres anys al costat de Lola Herrera, Arturo Fernández, Miriam Díaz Aroca, Natalia Menéndez o Emma Ozores entre d'altres.
Després d'aquesta sèrie vindria el serial Esencia de poder (on va coincidir amb Jesús Olmedo, amb qui va compartir també pantalla en Hospital Central), que no va aconseguir el resultat esperat i va ser retirada precipitadament de les pantalles. Més sort tindria amb Paraíso, producció estiuenca gravada a la República Dominicana, de la qual va rodar quatre temporades al costat de Luis Fernando Alvés i Esperanza Campuzano.
Posteriorment ha rodat pel·lícules com Pacto de brujas (2003), de Javier Elorrieta o El asombroso mundo de Borjamari y Pocholo (2004), de Juan Cavestany i Enrique López Lavigne.
Però el paper que la retornaria a l'actualitat és el que va interpretar a Hospital Central (2004—2011)￼￼, el de l'atractiva pediatra Macarena Fernández Wilson, que alhora se sentia atreta per dones, que per això va ser atorgat un gran èxit i reconeixement, especialment pel col·lectiu LGTB ja que van ser una de les primeres parelles lesbianes vistes a televisió. Ha guanyat el premi Mostra lambda juntament amb la seva companya de repartiment, Fátima Baeza (Esther García Ruiz, en la sèrie), per la seva gran interpretació i treball en la sèrie Hospital Central. Ha guanyat dues vegades el Premi Shangay per la seva interpretació de Maca a Hospital Central, juntament amb la seva companya Fátima Baeza pel paper lèsbic que representen.
La seva parella és el director de cinema Daniel Calparsoro, amb el qual va tenir el seu primer fill, Hugo, al juliol de 2006. En estar embarassada durant l'enregistrament d' Hospital Central, els guionistes van decidir que el seu personatge també ho estigués. Després de donar a llum, va estar pràcticament una temporada sencera sense aparèixer, reincorporant-se posteriorment.
Recentment ha participat en sèries com La ira, La tormenta, Carmina o Toledo.
L'abril de 2013 va gravar un capítol per la sèrie Frágiles que va emetre Telecinco. En juny de 2013, es va confirmar que Patricia Vico havia fitxat per la nova sèrie que prepara Telecinco per a 2014, Alatriste.
Més tard va protagonitzar la sèrie Rabia al costat de Carles Francino o Malena Alterio entre d'altres, que es va començar a emetre el setembre de 2015 a Cuatro. En 2017 intervé en la 5a temporada de la sèrie El señor de los cielos interpretant el paper de Pilar Ortiz.

## Televisió

### Programes
- La noche de Hermida (1992). (Antena 3).
- Encantada de la vida (1993) (Antena 3) (participació).
- Sólo para inteligentes TVE (participació).

### Sèries
- Los ladrones van a la oficina (1993) (Antena 3) (participació).
- Hermanos de leche (1994) (Antena 3) (participació).
- Yo, una mujer (1996) (Antena 3) (participació).
- La casa de los líos (1996-2000) (Antena 3) (personatge fix) (Fifa Velapar Valdés).
- Compuesta y sin novio (1998) (Antena 3) (Manuela)
- Paraíso (2000-2003). TVE (personatge fix).
- Diez en Ibiza (2004) TVE (participació).
- 7 vidas (2000). Telecinco (participació).
- Esencia de poder (2001) Telecinco (personatge fix) (Claudia Dampieri).
- Hospital Central (2004-2011) Telecinco (personatge fix) (Macarena Fernández Wilson "Maca").
- Toledo (2012) Antena 3 (Violant d'Aragó).
- Frágiles (2013) Telecinco (participació en 1 episodi) (Sandra Guzmán Caballero).
- Las Aventuras del Capitán Alatriste (2015) Telecinco (Personatge principal) (Teresa de Alquezar).
- Rabia (2015) Cuatro (Personaje principal) (Marta Solazábal)
- El señor de los cielos 5 (2017) Telemundo (personatge fix) (Pilar Ortiz)
- Todo por el juego (2018) DirecTV (personatge fix) (Nuria)

### Minisèries
- La ira (2009) Telecinco (Verónica).
- Tormenta (2013) Antena 3 (Susana).
- Carmina (2012) Telecinco (Carmen Ordóñez).
- Anna Karenina (2013) Telecinco (Lidia Ivanovna).

## Cinema
- Sabor latino (1996), de Pedro Carvajal.
- Libertarias (1996), de Vicente Aranda.
- Un asunto privado (1996), d'Imanol Arias.
- Dile a Laura que la quiero (1997), de José Miguel Juárez.
- Pacto de brujas (2003), de Javier Elorrieta.
- El asombroso mundo de Borjamari y Pocholo (2004), de Juan Cavestany i Enrique López Lavigne.
- Íntimos (2005), de Frank Spano (curtmetratge).
- Recolectora (2010), de Sara Mazkiaran (curtmetratge).
- Perdona si te llamo amor (2014), de Joaquín Llamas.
- Cien años de perdón (2016), de Daniel Calparsoro.
- El aviso (2018), de Daniel Calparsoro.
- El Crack Cero (2019), de José Luis Garci.
- Te Quiero, Imbécil (2020), de Laura Mañá

## Premis
- Premis Gayo 2004
- 5è Premis Shangay TV 2005
- 8è Premis Shangay TV 2008
- Premi Mostra Lambda 2005
- Premi LesGay a la millor Visibilitat homosexual de la televisió
- Nominació al premi Fotogramas de Plata 2004 a la millor actriu de tv.
- Premi Fotogramas de Plata 2008 a la millor actriu de tv.
- Nominació al Premi Eñe a la millor actriu de tv per Maca a Hospital Central. 2004
- Nominació al Premi Eñe a la millor actriu de tv per Maca a Hospital Central. 2008